# Grangeria porosa
Grangeria porosa är en tvåhjärtbladig växtart som beskrevs av Henri Ernest Baillon och Louis Hyacinthe Boivin. Grangeria porosa ingår i släktet Grangeria och familjen Chrysobalanaceae. Inga underarter finns listade i Catalogue of Life.